# 3309-es mellékút (Magyarország)
A 3309-es számú mellékút egy majdnem pontosan 7,5 kilométer hosszú, négy számjegyű mellékút Borsod-Abaúj-Zemplén vármegye déli részén; Hejőszalonta és Hejőbába településeket kapcsolja össze, illetve Szakáld község egyetlen megközelítési útvonalát képezi.

## Nyomvonala
A 3307-es útból ágazik ki, annak 8+500-as kilométerszelvényénél, Hejőszalonta közigazgatási területén, a település lakott területének délnyugati széle közelében, de külterületen. Keleti irányban indul, nagyjából 900 méter után eléri a Hejő folyását, ott egy rövid szakaszon északabbnak fordul, hogy keresztezze a kis folyócskát, majd visszatér a keleti irányához. Majdnem pontosan másfél kilométer után éri el és keresztezi a Mezőcsát–Nyékládháza-vasútvonalat, előtte néhány méterrel kiágazik belőle észak felé a 33 309-es számú mellékút, a már lényegében funkciótlanná vált és használaton kívül helyezett Hejőszalonta megállóhelyre.
A vágányokon túl eléri Szakáld nyugati határszélét, egy darabig a két település határvonalát követve halad, majd pár lépéssel a második kilométere előtt teljesen szakáldi területre lép. Kicsivel ezután már el is éri a falu első házait, melyek között a Jókai Mór utca nevet veszi fel. Itt több kanyarvétele, irányváltása is van, melyeken túljutva megközelítőleg déli irányba tartva hagyja el a községet, a negyedik kilométere előtt.
Kevéssel 5,5 kilométer megtétele előtt éri el Hejőbába határszélét, nagyjából 200-250 méteren át most e két utóbbi község határvonalát kíséri, ezúttal délkeleti irányt követve, az 5+700-as kilométerszelvényétől viszont teljesen hejőbábai területre érkezik. Már a hetedik kilométerén is túl jár, amikor beér e község házai közé, ott a Szakáldi út nevet veszi fel, de nem sokkal ezután véget is ér, beletorkollva a 3312-es útba, amely itt majdnem pontosan 6,5 kilométer megtételén van túl, Hejőpapi felől Nemesbikk–Oszlár felé húzódva.
Teljes hossza, az országos közutak térképes nyilvántartását szolgáló kira.gov.hu adatbázisa szerint 7,491 kilométer.